# Sinophlaeobida
Sinophlaeobida is een geslacht van rechtvleugeligen uit de familie veldsprinkhanen (Acrididae). De wetenschappelijke naam van dit geslacht is voor het eerst geldig gepubliceerd in 2007 door Yin & Yin.

## Soorten
Het geslacht Sinophlaeobida  is monotypisch en omvat slechts de volgende soort:
- Sinophlaeobida taiwanensis (Yin & Yin, 2007)